# Joan Alcover
Pour les articles homonymes, voir Alcover (homonymie).
Œuvres principales
- La Balanguera

Joan Alcover, né le 25 février 1854 à Palma à Majorque et mort dans la même ville le 3 mai 1926 , est un poète majorquin et un homme politique de la fin du XIXe siècle.

## Biographie

### Carrière politique
Issu d'une bonne famille, Joan Alcover effectue ses études secondaires à l'Institut baléare de Palma dans l'île de Majorque et obtient sa licence en droit à Barcelone en 1878. Revenu à Majorque, il entame une brève carrière de militant dans le parti libéral de son ami Antonio Maura qui l'amène à être élu en 1893 au Congrès des députés. Après ce passage à Madrid, il retourne à Majorque et cesse toute activité politique.

### Premiers poèmes
Parallèlement à ses études et à ses débuts politiques, Alcover entame une activité littéraire. Dès 18 ans il publie ses premiers poèmes, en catalan et en castillan, dans les revues El Isleño, Museo Balear et Revista Balear. Cette passion pour la littérature s'intensifie lors de son séjour à Barcelone, où il fréquente les cercles littéraires, les revues et les écrivains, assiste à des conférences et des lectures et s'imprègne du mouvement culturel véhiculé par la Renaixença. À 23 ans il gagne le prix extraordinaire des Jeux floraux.

### Célébrité
Au fur et à mesure qu'il accroit sa renommée en tant que poète, Alcover adopte le statut du lettré utilisant son talent littéraire afin d'augmenter son prestige social. À cette fin, sa demeure devient le lieu de rencontres littéraires réputées, où se croisent les plus prestigieux intellectuels de Majorque. Il délaisse peu à peu la poésie en catalan et se met à écrire principalement en castillan. Ses premiers recueils de poèmes : Poesías (1887), Nuevas poesías (1892), Poemas y armonías (1894) et Meteoros. Poemas, apólogos y cuentos (1901), reflètent son choix pour la langue castillane. Se trouvent encore quelques poèmes en catalan dans les deux premiers recueils, tandis que les deux derniers sont exclusivement en castillan. Sa poésie de style romantique, prenant pour modèle Gustavo Adolfo Bécquer et Campoamor, est l'expression profonde de sa voix poétique, tout en essayant d'éviter de tomber dans les excès de la rhétorique et de la pomposité. Ces premiers recueils sont reçus avec succès par la critique et lui assurent une place dans les cercles de la culture officielle.

## Œuvre
Sa production littéraire peut être divisée en deux parties ; au départ il utilise essentiellement l'espagnol pour la composition de ses poésies, mais après les tragédies familiales qui l'affectent intensément, il se met à écrire en catalan, sa langue maternelle qu'il maîtrise mieux et qui est plus apte à rendre la profondeur et l'intensité de ses sentiments.

### Œuvres en espagnol
- Poesías (1887)
- Nuevas Poesías (1892)
- Poemas y armonías (1894)
- Meteoros (1901)

### Œuvres en catalan
Poésie
- La relíquia (1903)
- La Balanguera (l'hymne officiel de Majorque)
- La serra, hommage à l'écrivain Miquel Costa i Llobera
- Cap al tard, recueil de poésies (1909)
- Poemes bíblics, recueil de poésies (1918)
- Desolació, expression de ses sentiments.

Essais
- Humanització de l'art (1904)
- Reaccio literària (1910)
- Cultura de llenguatge (1916)
- L'art segons Tolstoi (1921)

### Rééditions
- (ca) Capal tard ; Poemes bíblics, Barcelone, Edicions 62, coll. « Les Millors obres de la literatura catalana », 1981, 150 p. (ISBN 84-297-1685-8, BNF 35621064)

## Reconnaissance
Nombre de ses poèmes ont été mis en musique : le plus célèbre d'entre eux est La Balanguera, dont la mélodie fut écrite par le compositeur catalan Amadeu Vives. Ce texte devient dès la deuxième partie du XXe siècle l'hymne officiel de Majorque. Sa popularisation est due essentiellement à son interprétation, entre autres, par la chanteuse majorquine Maria del Mar Bonet.
Plusieurs statues lui sont dédiées dans la ville de Palma.
Depuis le 15 janvier 2024, l'astéroïde (257084) Joanalcover est nommé en son honneur.